# Les Évadés de la planète des singes
Vous lisez un « bon article » labellisé en 2020.  Il fait partie d'un « bon thème ».
Série La Planète des singes
Le Secret de la planète des singes
(1970) La Conquête de la planète des singes
(1972)
Pour plus de détails, voir Fiche technique et Distribution.
Les Évadés de la planète des singes (Escape from the Planet of the Apes) est un film de science-fiction américain réalisé par Don Taylor, sorti en 1971. Le scénario est écrit par Paul Dehn d'après les personnages créés par Pierre Boulle. Il s'agit de la suite du Secret de la planète des singes (1970) et du troisième film de la franchise La Planète des singes.
L'histoire suit Zira et Cornelius, deux astronautes chimpanzés, venus du futur à bord du vaisseau du capitaine George Taylor, le héros du film La Planète des singes. Confiés par l'armée américaine à deux psychologues animaliers, les deux chimpanzés se révèlent doués d'intelligence et dotés de la parole. Ils deviennent alors la coqueluche des médias et du public. Ils s'attirent également la haine du conseiller scientifique du président des États-Unis qui voit en eux une menace pour l'espèce humaine.
Mis en chantier en juillet 1970 pour capitaliser sur le succès des deux premiers films de la franchise, le film est tourné entre novembre 1970 et janvier 1971. Il est principalement tourné aux studios de la Fox à Los Angeles et dans ses environs. La musique du film est composée et dirigée par Jerry Goldsmith.
Le film s'inspire du roman à l'origine de la saga, La Planète des singes de Pierre Boulle. Romance de science-fiction, il évoque les thèmes du racisme, du spécisme et du pacifisme.
Les Évadés de la planète des singes est un succès commercial et critique mais n'obtient aucune distinction. L'ouverture, où les astronautes se révèlent être des chimpanzés, est le passage le plus populaire du film.

## Synopsis
En 1973, en Californie, un hélicoptère repère une épave de vaisseau spatial en bordure de plage. Une équipe militaire, dépêchée sur place, treuille l'appareil jusqu'à la plage puis procède à l'ouverture. Sortent alors trois astronautes qui se révèlent être des singes évolués. Ceux-ci sont ensuite convoyés par les militaires jusqu'à une base aérienne du corps des marines. Arrivés sur place, les chimpanzés sortent d'un sac de voyage des habits et se changent sous l'œil stupéfait des militaires. Les singes sont ensuite envoyés à l'infirmerie du zoo de Los Angeles dans une cage jouxtant celle d'un gorille dépressif. Une fois seuls, Milo, Zira et Cornélius, les trois chimpanzés, se mettent à parler. Milo explique au couple qu'après leur décollage, l'onde de choc produite par la destruction de la Terre a dû les faire régresser dans le temps. Ils ont alors été expulsés par une faille temporelle deux mille ans plus tôt.
Lewis Dixon et Stéphanie Branton, deux psychologues animaliers arrivent ensuite au zoo. Dixon fait passer des tests d'intelligence à Zira qui les réussit facilement. Cependant Zira finit par s'agacer et se met à parler. Choqués, les deux humains sortent de la pièce. Milo invective donc Zira pour avoir révélé qu'ils parlent. Ces éclats de voix énervent le gorille qui s'attaque à Milo et le tue. Plus tard, Lewis revient dans le bâtiment et s'excuse auprès du couple pour ce dramatique incident. Il entreprend ensuite une discussion avec les singes pour connaître leur origine.
Pendant ce temps, le président des États-Unis informe ses collaborateurs de la découverte du vaisseau. Celui-ci a été identifié comme étant celui du colonel Taylor, l'un des deux appareils perdus dans l'espace deux ans plus tôt. Le président décide de nommer une commission d'enquête pour comprendre pourquoi ce sont les singes qui pilotaient l'engin. Lewis et Stéphanie accompagnent Zira et Cornélius à la commission et les présente comme des singes parlants. Cornélius explique aux membres de la commission que Milo a récupéré et réparé le vaisseau du colonel Taylor et qu'ils ont quitté leur planète juste avant que les gorilles déclenchent une guerre dans un lointain futur. Le soir venu, le conseiller scientifique du président, le docteur Otto Hasslein, explique lors d'une émission télévisée qu'il croit les chimpanzés, lui-même ayant écrit un traité sur la nature du temps.

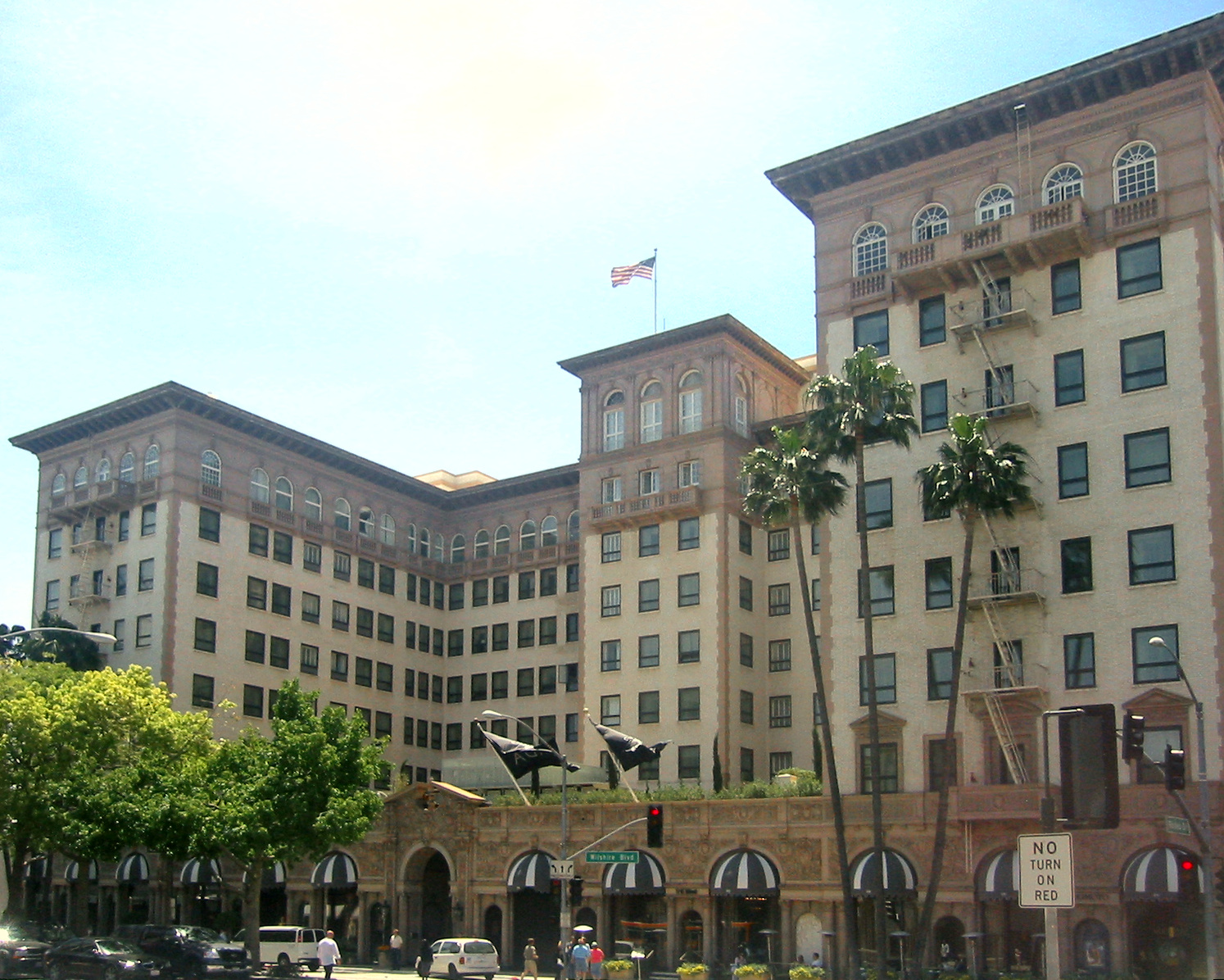
Le Beverly Wilshire Hotel.

Le lendemain, les chimpanzés sont transférés au Beverly Wilshire Hotel. Ils sont ensuite autorisés à sortir en ville. Lors d'une visite au musée d'histoire naturelle, Zira s'évanouit. Raccompagnée à l'hôtel par Hasslein, Zira boit du champagne plus que de raison. Elle confie alors au docteur qu'elle est enceinte et que la Terre explosera l'année de son départ, en 3955. Plus tard, Hasslein explique au président que, pour empêcher cette fin catastrophique, il faut éliminer Zira et Cornélius. Le président refuse cette option mais somme la commission de se prononcer. Celle-ci envoie les chimpanzés dans un camp militaire pour qu'ils soient questionnés par la CIA sous la direction d'Hasslein. Cornélius leur raconte qu'une peste éradiquera les chiens et les chats ; les hommes les remplaceront par des singes. Ceux-ci évolueront alors et, deux siècles plus tard, ils parleront puis se révolteront contre les hommes sous l'impulsion d'un certain Aldo.
Après l'interrogatoire, la commission décide de provoquer l'avortement de Zira et de stériliser les deux singes. Au même moment, Cornélius s'énerve contre un infirmier et le tue accidentellement. Il fuit alors le camp avec Zira. Par l'entremise de Lewis et Stéphanie, ils sont accueillis dans le cirque d'Armando dont la femelle chimpanzé Héloïse a été accouchée par Lewis quelques jours plus tôt. Là, Lewis aide Zira à mettre son enfant au monde. Elle le prénomme Milo.

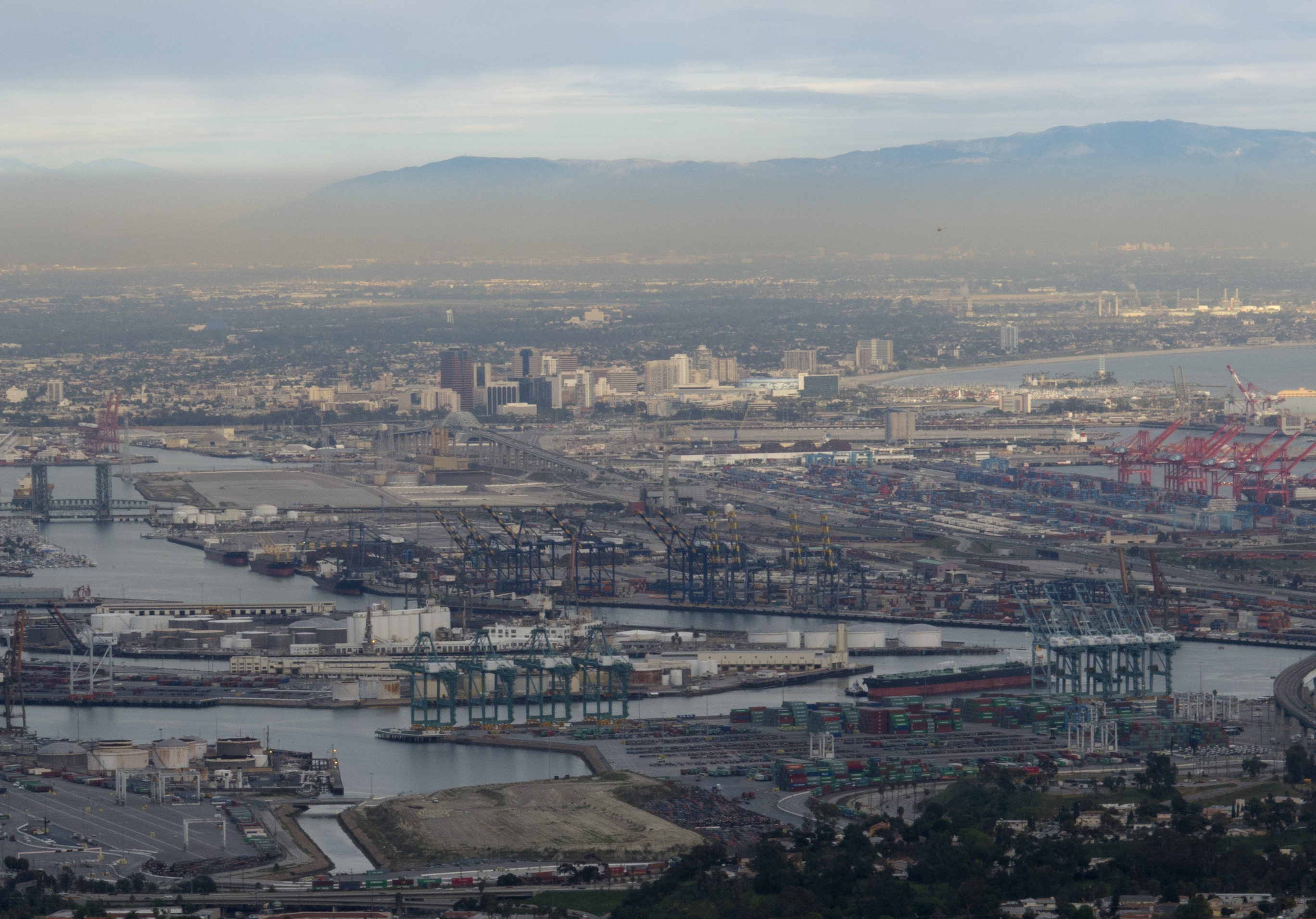
Le port de Los Angeles où Cornélius et Zira se réfugient.

Peu après, Lewis apprend qu'Hasslein se prépare à faire fouiller tous les endroits où se trouvent des singes. Il demande donc à Cornélius et Zira de quitter le cirque pour un navire-citerne abandonné du port le temps que les fouilles s'effectuent. Durant leur voyage, Zira abandonne son sac devenu encombrant au pied d'un chevalet de pompage qui surplombe le port. Le lendemain, le sac est retrouvé et Hasslein se met à observer les environs. Il repère alors les singes et se rend seul sur le navire. Quelques minutes plus tard, ce sont les policiers qui repèrent à leur tour les chimpanzés et arrivent sur place. Hasslein assassine Zira et son bébé avant de se faire tuer par Cornélius, lui-même abattu par un policier.
Plus tard, le cirque d'Armando quitte la ville pour ses quartiers d'hiver. Dans l'une des cages se trouve un bébé chimpanzé qui crie « maman » et se révèle être l'enfant de Cornélius et Zira. Le bébé abattu étant celui d'Héloïse que Zira a échangé avec son enfant lors de son passage au cirque.

## Fiche technique
Sauf indication contraire, les informations mentionnées dans cette section peuvent être confirmées par les bases de données cinématographiques IMDb et Allociné,  présentes dans la section « Liens externes ».
- Titre original : Escape from the Planet of the Apes
- Titre français : Les Évadés de la planète des singes
- Réalisation : Don Taylor
- Scénario : Paul Dehn, d'après les personnages et l'univers créés par Pierre Boulle
- Musique : Jerry Goldsmith
- Direction artistique : William Creber et Jack Martin Smith
- Décors : Stuart A. Reiss et Walter M. Scott
- Costumes : Morton Haack
- Photographie : Joseph F. Biroc
- Son : Theodore Soderberg et Dean Vernon
- Montage : Marion Rothman
- Production : Arthur P. Jacobs
  - Production associée : Frank Capra Jr.
- Sociétés de production : APJAC Productions, présenté par 20th Century Fox
- Sociétés de distribution : 20th Century Fox
- Budget : 2,5 millions de $[2]
- Pays de production :  États-Unis
- Langue originale : anglais
- Format : couleur (DeLuxe) — 35 mm — 2,39:1 (Panavision) — son mono (Westrex Recording System)
- Genre : science-fiction, action, aventure
- Durée : 98 minutes
- Dates de sortie :
  - États-Unis : 26 mai 1971 (sortie à Los Angeles) ; 28 mai 1971 (sortie à New York)
  - France : 18 août 1971
- Classification :
  - États-Unis : tous publics (G - General Audiences)
  - France : tous publics[3]
  - Québec : tous publics (G - General Rating)

## Distribution
Sauf indication contraire, les informations mentionnées dans cette section peuvent être confirmées par la base de données cinématographiques IMDb,  présente dans la section « Liens externes ».
- Roddy McDowall : Cornelius
- Kim Hunter : Zira
- Bradford Dillman : Dr Lewis Dixon
- Natalie Trundy : Dr Stephanie Branton
- Eric Braeden : Dr Otto Hasslein
- William Windom : le Président
- Sal Mineo : Milo
- Albert Salmi : E-1[Note 1]
- Jason Evers : E-2[Note 1]
- John Randolph : le président du comité
- Harry Lauter : le général Winthrop
- M. Emmet Walsh : l'aide de camp
- Roy E. Glenn Sr. : l'avocat
- Peter Forster	: le cardinal
- James Bacon : le général Faulkner
- Ricardo Montalbán : Armando

Photos des principaux interprètes.
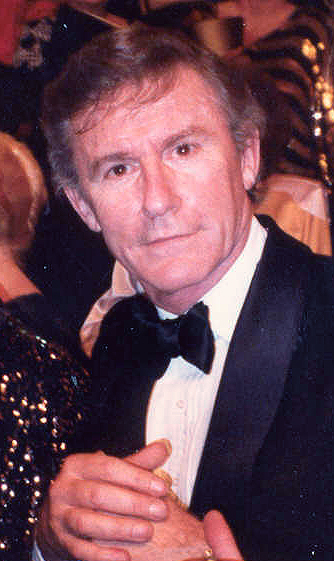
Roddy McDowall en 1988.
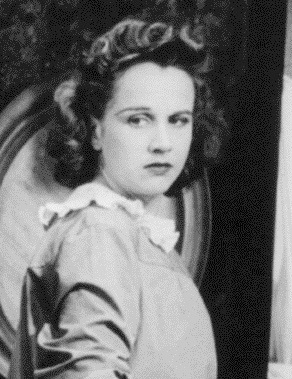
Kim Hunter en 1951.
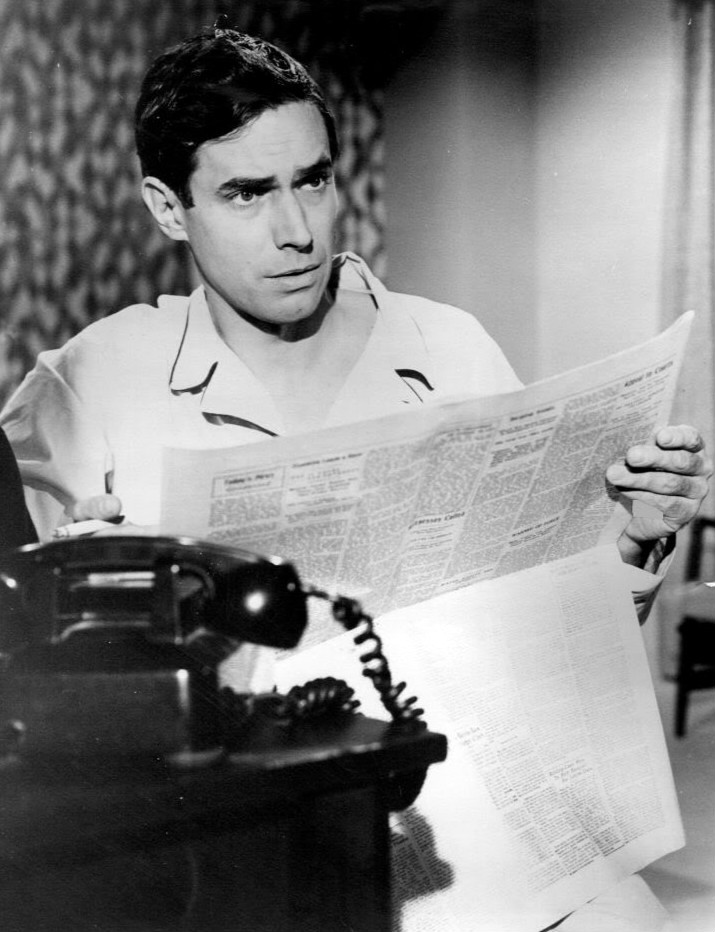
Bradford Dillman en 1966.
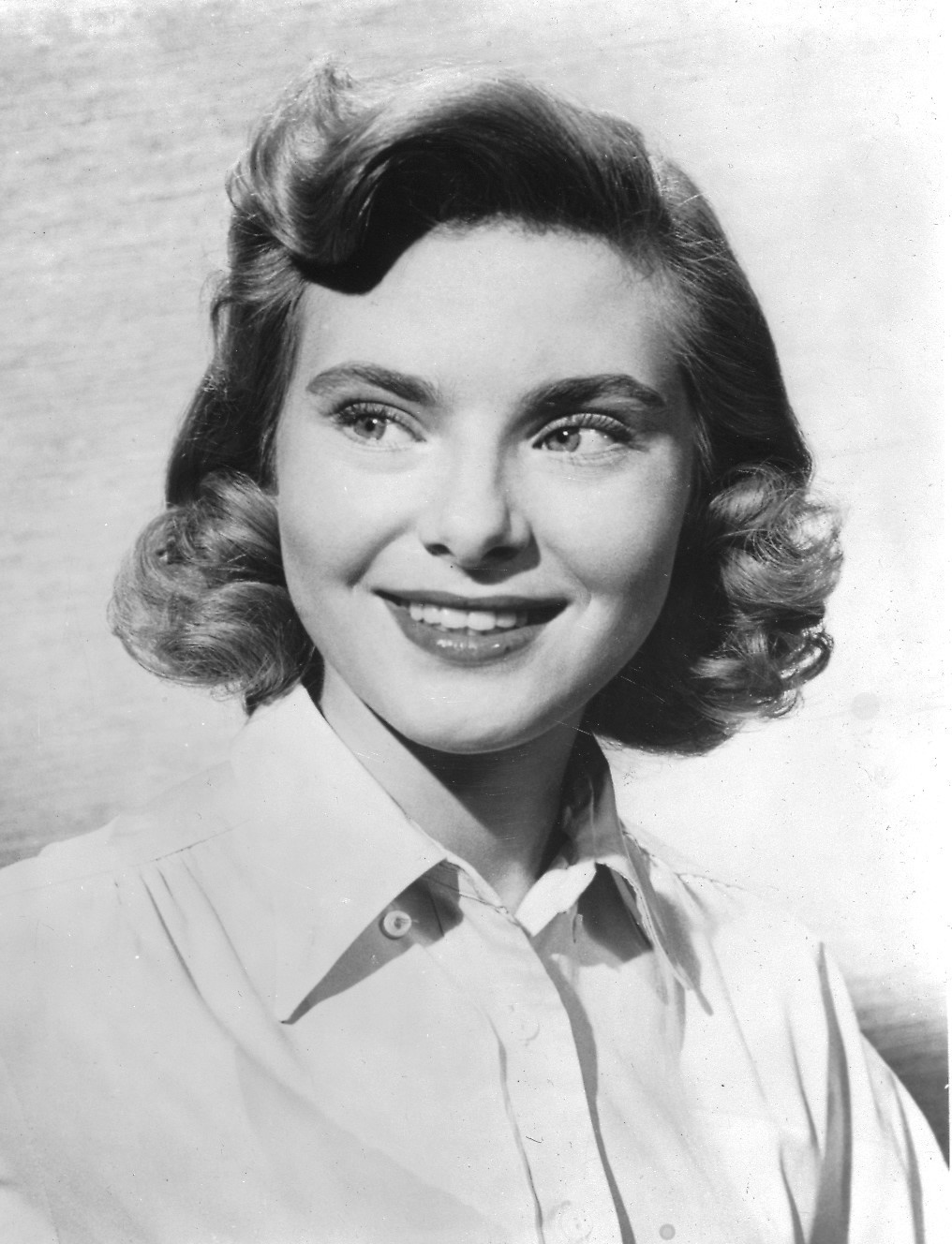
Natalie Trundy vers 1960.
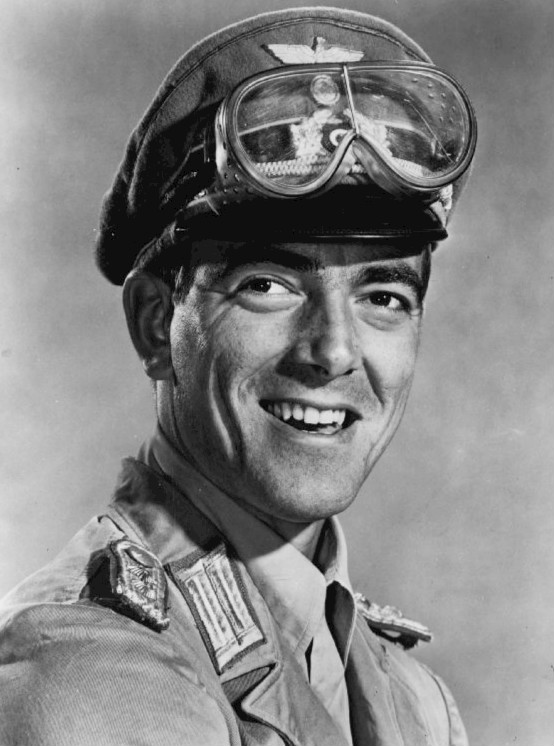
Eric Braeden en 1966.
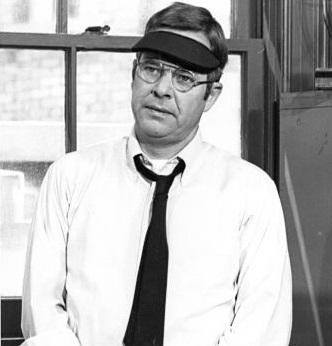
William Windom en 1972.

## Production

### Développement
Les succès au box-office de La Planète des singes en avril 1968 et de sa suite Le Secret de la planète des singes en mai 1970 incitent le studio 20th Century Fox à commander au producteur Arthur P. Jacobs un nouveau film dans cet univers. Quelques mois après la sortie du deuxième film, Jacobs envoie à Paul Dehn, le scénariste du Secret de la planète des singes, un télégramme en ces termes : « Singes bien vivants ; suite nécessaire »,,,. Le travail semble cependant insurmontable car dans le deuxième film Dehn a conclu son récit en faisant exploser le monde.
En cherchant à trouver une piste, Dehn pense au vaisseau de l'aéronaute Taylor du premier film. Celui-ci lui donne l'idée que le vaisseau a été sauvé et réparé avant la destruction du monde dans Le Secret de la planète des singes. Il peut ainsi ramener les singes dans le passé et enchaîner avec une nouvelle aventure. C'est un changement majeur dans la série, car les singes deviennent maintenant les héros de l'histoire tandis que les humains deviennent les antagonistes. En juillet 1970, il livre son premier scénario d'abord dénommé Secret of the Planet of the Apes, où les personnages de Cornélius et Zira accompagnés de deux autres singes quittent leur planète pour une autre dénommée Orion où ils découvrent une cité à population humanoïde, Orionopolis. Dans un second temps, ils partent pour la Terre contemporaine où ils se retrouvent enfermés au zoo de Londres et où les deux compagnons de Cornélius et Zira connaissent une mort violente,,.

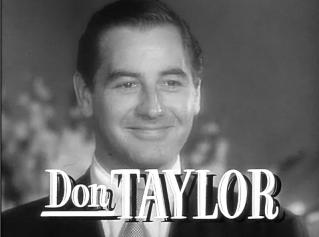
Don Taylor en 1951.

Mort Abrahams, le producteur associé d'Arthur P. Jacobs sur les deux premiers films de la saga, étant occupée sur un autre film de Jacobs, c'est Frank Capra, Jr. qui endosse cette fonction pour le film,. À la réalisation, la Fox engage un réalisateur expérimenté de la télévision, Don Taylor,,. La photographie est confiée à Joseph F. Biroc, connu notamment pour son travail sur Bye Bye Birdie (1963), Chut... chut, chère Charlotte (1964) et Le Vol du Phœnix (1965).
Taylor travaille donc avec le scénariste Paul Dehn pour peaufiner le scénario,. Ils reprennent de nombreuses scènes du roman original de Pierre Boulle, La Planète des singes, mais en inversant les protagonistes. Les singes devenant les astronautes et les humains, la civilisation autochtone,,,. Ils écrivent une scène d'ouverture pour montrer les singes dans le vaisseau spatial assistant à la destruction de la Terre. Mais finalement, Taylor supprime cette scène au montage car il la juge inutile. Pour Dehn, son travail avec Taylor sur le scénario est la meilleure collaboration qu'il a vécue.

### Préproduction
Déjà présents dans le premier film de la saga, Roddy McDowall et Kim Hunter reprennent les rôles du couple de chimpanzés Cornélius et Zira,. Milo, le troisième chimpanzé, est quant à lui interprété par Sal Mineo, un acteur notamment connu pour son rôle dans La Fureur de vivre (1955),. Les deux zoopsychologues sont interprétés par Bradford Dillman et Natalie Trundy, qui joue pour la deuxième fois dans la série après son rôle d'Albina dans Le Secret de la planète des singes,,,. Armando, l'aimable patron du cirque, est joué par Ricardo Montalbán,, tandis qu’Eric Braeden tient le rôle de l'antagoniste Otto Hasslein, le conseiller scientifique du président des États-Unis,. Plusieurs interprètes avaient été envisagés pour ce dernier personnage, notamment Leslie Nielsen, William Windom, Murray Hamilton, Jack Cassidy, Arthur Kennedy, Hal Holbrook ou Richard Kiley. Le nom d'Hasslein est tiré du précédent film de la saga Le Secret de la planète des singes où l'astronaute Brent explique que la courbe dans le temps qu'il a emprunté est dénommée « courbe d’Hasslein ».
N'avoir que trois singes et une histoire se déroulant en 1973 est parfait pour le budget du film, car cela permet de faire des économies de maquillages et de décors,,,,,. Le studio 20th Century Fox ne donne que 2 500 000 dollars pour réaliser le film,,. Comme le deuxième film de la saga n'a pas eu autant de succès que le premier, le studio craint que ce troisième opus fonctionne encore moins bien, il limite donc partout les dépenses. Les producteurs Frank Capra Jr. et Arthur P. Jacobs débattent beaucoup de la fin du film. Ils veulent anticiper une nouvelle demande de suite de la part des studios. Ils ne veulent pas se retrouver une nouvelle fois dans une impasse scénaristique. Jacobs et le scénariste Paul Dehn laissent donc une porte de sortie,.

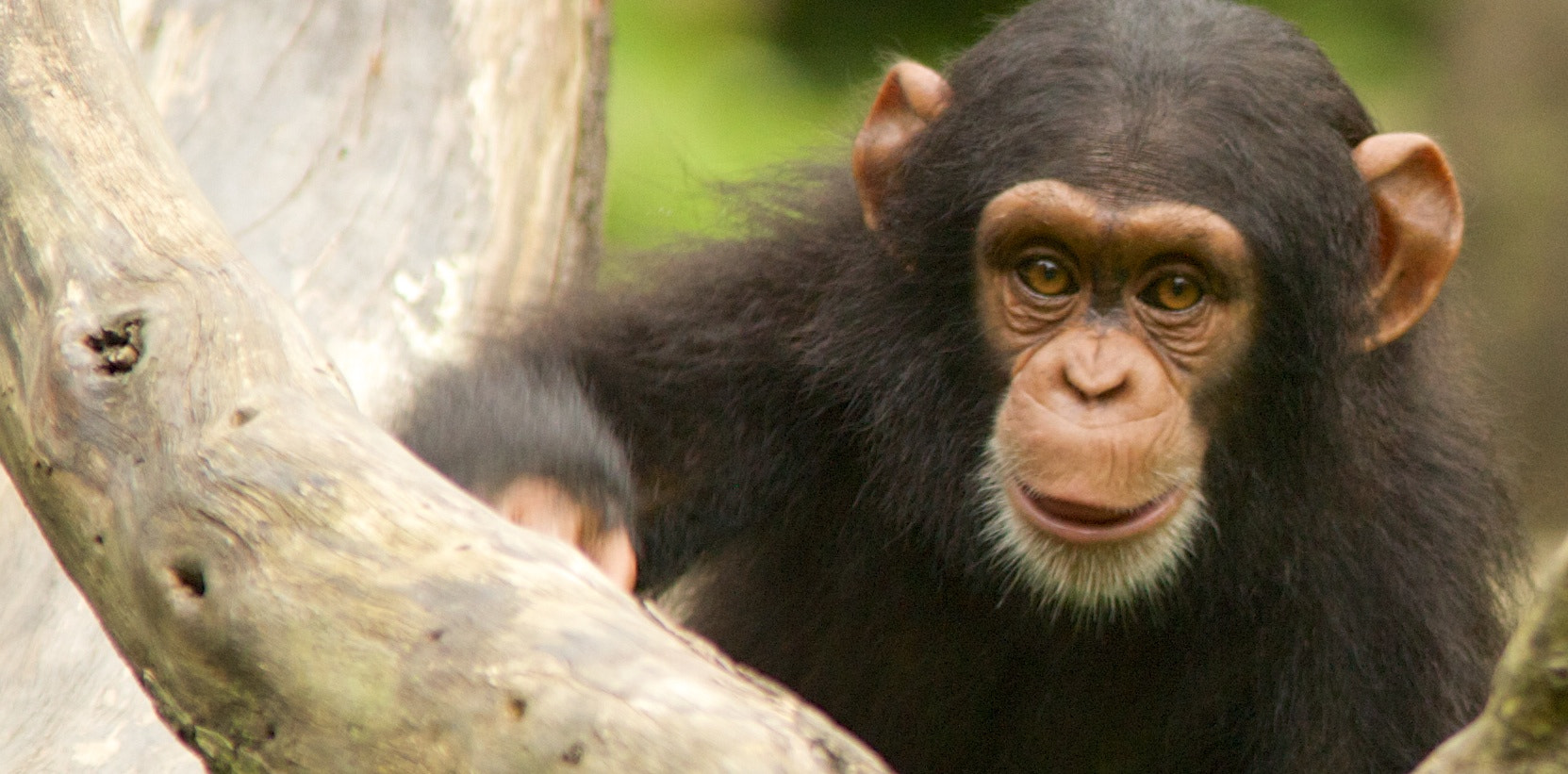
Un bébé chimpanzé semblable à celui présent dans le film.

Bien que crédité comme concepteur des maquillages spéciaux, John Chambers, le créateur des masques des singes dans La Planète des singes, ne participe que très peu au film. Il supervise alors un autre projet de la Fox, le film d'horreur sur le thème des reptiles, SSSSnake (1973). Ce sont en réalité Werner Keppler, Joe DiBella, Jack Barron et Verne Langdon qui supervisent les maquillages des trois chimpanzés du film. Pour le fils de Zira et Cornélius, les producteurs demandent au dresseur Roy G. Kabat un authentique petit chimpanzé du nom de Kelly. Afin de donner illusion d'un semblant de parenté, Joe DiBella applique au faciès de Kelly, la prothèse d'un nez minuscule pour lui donner un appendice nasal plus proéminent,.
Comme le film se déroule dans un cadre contemporain, il nécessite peu de choses au niveau des effets visuels. De même, le vaisseau du film est celui qui a été créé par le superviseur artistique William Creber pour le premier film.

### Tournage
Le tournage commence le 30 novembre 1970, pour seulement trente-cinq jours. Le film est essentiellement tourné à Los Angeles et dans ses environs pour permettre au studio de mieux gérer les coûts et de superviser plus facilement,. Sont donc utilisés en plus du studio de la Fox, le port de Los Angeles pour le final sur le navire-citerne, le zoo de Los Angeles, le musée d'histoire naturelle du comté de Los Angeles, Downtown Los Angeles, la plage de Zuma à Malibu pour la scène d'ouverture avec le vaisseau spatial, le Beverly Wilshire Hotel situé sur Rodeo Drive à Beverly Hills, San Clemente et Grand Haven dans le Michigan,. Pour les scènes du cirque d'Armando, la production installe le décor sur un terrain de golf situé en face du studio de la Fox.

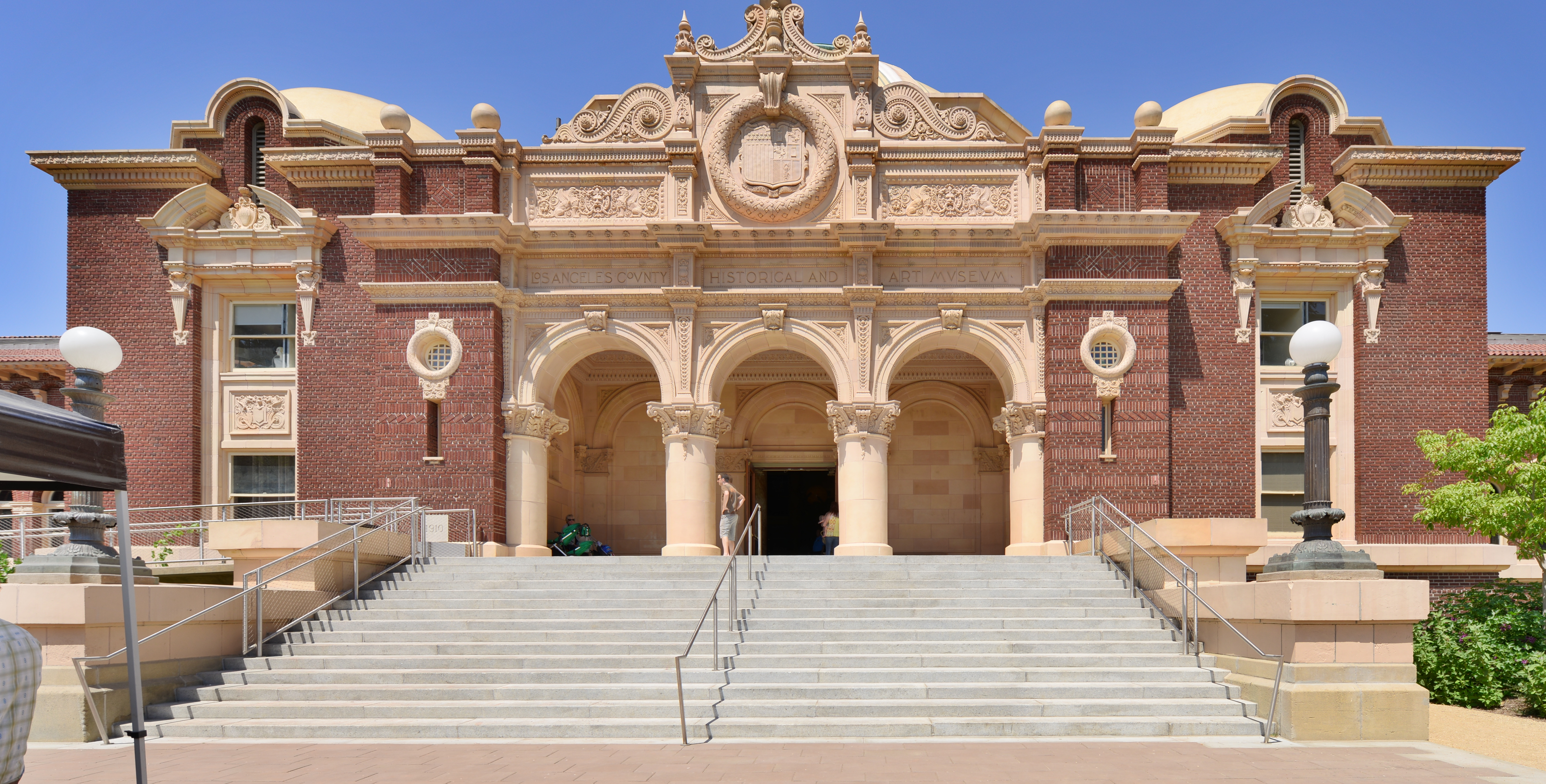
Le musée d'histoire naturelle du comté de Los Angeles.

Comme c'est le troisième film de la série, le réalisateur Don Taylor hérite de beaucoup d'éléments déjà présents, ce qui limite ses choix artistiques. L'intrigue est la seule chose nouvelle qu'il peut développer.
La scène où les chimpanzés passent devant la commission d'enquête est pour Kim Hunter et Roddy McDowall l'expérience la plus troublante qu'ils vivent lors du tournage de la saga. Ils doivent faire face à la commission sur une estrade en arc de cercle autour d'eux et les membres de la presse sur des gradins derrière eux. Pour ne pas s'embarrasser des figurants, Taylor souhaite répéter avec Hunter et McDowall. Il leur demande alors de retirer leurs masques pour qu'ils répondent aux questions des interprètes interprétant la commission. Les deux interprètes se sentent alors « bizarre » et n'arrivent plus à interpréter correctement leur rôle de chimpanzés. Selon Hunter, cela « ne rendait pas la même chose sans le masque ».
Pour la scène finale, où l'on voit le bébé de Zira au cirque d'Armando, un dompteur doit entraîner un bébé chimpanzé à faire semblant d'articuler « maman ». Un effet de caméra en marche avant et en marche arrière, permet ensuite de simuler cette articulation.
Le tournage se déroule très bien. Le seul problème arrive lors du premier jour. En effet, tout le travail de la journée est perdu car la caméra ne tourne pas à la bonne vitesse. Et comme Don Taylor s'en tient au scénario, il ne fait pratiquement pas de coupes au montage.

### Bande originale
Jerry Goldsmith, compositeur de la musique de La Planète des singes en 1968, est de retour au pupitre. L'action étant contemporaine, il évite de répéter son travail sur le premier film. Il opte pour des arrangements funk représentatifs des années 1970. Pour la scène d'ouverture, la guitare basse électrique donne la tonalité comique d'ensemble tandis qu'un sitar électrique ajoute une touche psychédélique. La musique qu'écrit Goldsmith dans sa partition est de nature discrètement apocalyptique et sème en filigrane les graines de la chute de l'humanité. Pour le final, lors de l'exécution du couple de chimpanzés, il reprend le thème de façon plus explosive et plus sinistre,.
| Liste des morceaux, | Liste des morceaux,           | Liste des morceaux, | Liste des morceaux, | Liste des morceaux, | Liste des morceaux, | Liste des morceaux, | Liste des morceaux, | Liste des morceaux, | Liste des morceaux, |
| No                  | Titre                         | Durée               |                     |                     |                     |                     |                     |                     |                     |
| ------------------- | ----------------------------- | ------------------- | ------------------- | ------------------- | ------------------- | ------------------- | ------------------- | ------------------- | ------------------- |
| 1.                  | Main Title                    | 2:32                |                     |                     |                     |                     |                     |                     |                     |
| 2.                  | The Zoo                       | 1:09                |                     |                     |                     |                     |                     |                     |                     |
| 3.                  | The Gorilla Attack            | 0:56                |                     |                     |                     |                     |                     |                     |                     |
| 4.                  | I Like You                    | 1:05                |                     |                     |                     |                     |                     |                     |                     |
| 5.                  | Shopping Spree                | 1:23                |                     |                     |                     |                     |                     |                     |                     |
| 6.                  | A Little History              | 1:23                |                     |                     |                     |                     |                     |                     |                     |
| 7.                  | Interrogation                 | 3:18                |                     |                     |                     |                     |                     |                     |                     |
| 8.                  | Labor Pains                   | 1:05                |                     |                     |                     |                     |                     |                     |                     |
| 9.                  | Breakout                      | 0:37                |                     |                     |                     |                     |                     |                     |                     |
| 10.                 | The Labor Continues           | 3:54                |                     |                     |                     |                     |                     |                     |                     |
| 11.                 | The Hitchhiker                | 1:06                |                     |                     |                     |                     |                     |                     |                     |
| 12.                 | Mother And Child              | 3:52                |                     |                     |                     |                     |                     |                     |                     |
| 13.                 | The Hunt                      | 4:08                |                     |                     |                     |                     |                     |                     |                     |
| 14.                 | Final Chapter And End Credits | 1:42                |                     |                     |                     |                     |                     |                     |                     |
| 28:10               |                               |                     |                     |                     |                     |                     |                     |                     |                     |

## Accueil

### Accueil critique
Le film sort le 21 mai 1971, moins d’un an après Le Secret de la planète des singes. Il est bien accueilli par le public et les critiques, malgré son manque de moyen qui l’apparente plus à un téléfilm,. L'humour et la critique subtile de la société plaisent au public adulte tandis que les éléments d'aventure et de fantastique captivent les enfants.
Le rédacteur en chef du magazine Cinefantastique, Frederick S. Clarke, écrit que la série naissante possède le potentiel pour « être la première épopée de science-fiction du cinéma »,,. Roger Greenspun du journal The New York Times rédige une critique très positive. Il trouve l'ouverture du film « assez belle » et le thème de la culpabilité humaine d'une grande richesse, « car les monstres sont à peine monstrueux »,. Gene Siskel du Chicago Tribune écrit que « comparativement, il est bien mieux que le second, qui était affreux, mais pas aussi bon que le premier, qui était assez satisfaisant ». Art D. Murphy du magazine Variety trouve qu'il s'agit d'un « excellent film. Bien meilleur que le suite de l'année dernière et presque aussi bon que l'original La Planète des singes »,,. Kevin Thomas du journal Los Angeles Times indique que le film « fonctionne en grande partie car Madame Hunter et Monsieur McDowall — travaillant sous la direction habile de Don Taylor — sont des acteurs doués et parce que le maquillage de chimpanzé de John Chambers est convaincant ». Le journaliste du Los Angeles Herald Examiner trouve qu'il s'agit d'une suite ingénieuse et d'une relecture astucieuse du premier film de la série. Penelope Gilliatt du magazine The New Yorker trouve le film splendide, encourageant et plein de charme. Pour elle, il s'agit d'une « étrange collision de fantaisies ».
Les quelques critiques négatives viennent par exemple de David Pirie du périodique Monthly Film Bulletin. Il déclare ainsi que le film « poursuit la tendance à la baisse d'une série de science-fiction qui a commencé avec beaucoup d'ingéniosité et de promesse... Le film est terriblement sentimental envers les chimpanzés, avec Kim Hunter et Roddy McDowall qui surjouent et banalisent leurs anciens rôles au point de ne plus se sentir concernés par leur sort final ».
Quant à sa reconnaissance actuelle, sur le site Rotten Tomatoes, le film obtient le score de 77 % pour un total de trente critiques. La synthèse indique que le film est l'une des meilleures suites de La Planète des singes. Les Évadés de la planète des singes se concentre plus sur ses personnages que les films précédents et devient donc plus émouvant.

### Box-office
Les Évadés de la planète des singes est un succès commercial avec 12 300 000 dollars de recettes en Amérique du Nord pour un budget de 2 500 000 dollars,. Le producteur Arthur P. Jacobs est cependant déçu car il pense que si la Fox avait assuré une meilleure promotion, le film aurait pu rapporter bien davantage,,. Jacobs croit également que, comme ce film est moins de la science-fiction que les deux premiers, il a moins touché le jeune public. En revanche, il n'obtient aucune distinction. En France, le film enregistre 667 000 entrées et se classe en cinquante-septième position du box-office des films sortis 1971 loin devant Le Survivant (80e) et THX 1138 (109e), les autres films de science-fiction de l'année.
| Pays       | Box-office (1971) | Classement de l'année (1971) |
| ---------- | ----------------- | ---------------------------- |
| France     | 667 000 entrées   | 57e                          |
| États-Unis | 12 300 000 US$    | 21e                          |

## Analyse

### Inspirations
Le film est jugé comme étant l'adaptation la plus fidèle du roman La Planète des singes de Pierre Boulle, mais en échangeant les protagonistes. Les Évadés de la planète des singes projette cette fois des singes sur la planète des hommes,,,. Le film débute sur une surprise, les singes sont désormais les protagonistes principaux. En plus du côté satirique, de nombreux éléments du livre sont directement transposés dans ce film, les chimpanzés suivant le même parcours chez les humains que le héros du roman, Ulysse Mérou, chez les singes,,. Les premières scènes du film peuvent également être considérées comme une reprise inversée de celles de La Planète des singes de 1968,,,. En effet, à leur arrivée sur Terre, les singes sont mis en cage et étudiés, comme ils avaient fait eux-mêmes sur l'astronaute Taylor. En revanche, une fois leur intelligence supérieure prouvée, ils ne seront pas traqués comme Taylor mais célébrés par les humains. L'aspect dramatique du premier film étant ainsi remplacé par de la comédie. Comme dans le roman, la population est enthousiaste par le fait que les deux chimpanzés sont doués de raison. De même, la grossesse de Zira est perçue, comme pour la Nova du livre, comme une menace par les autorités.

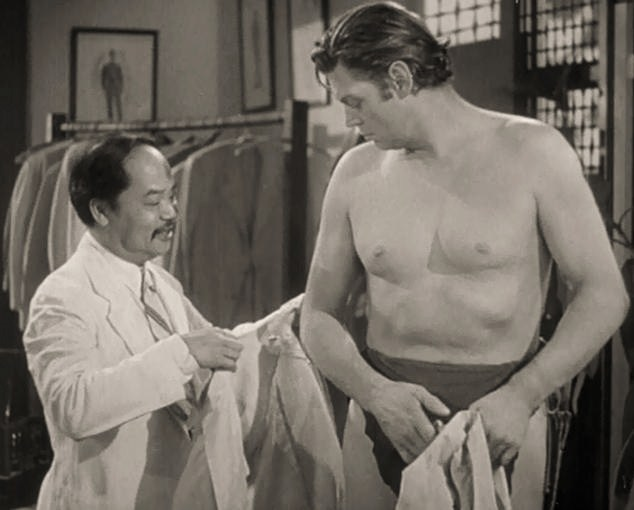
Une scène du film Les Aventures de Tarzan à New York (1942).

Le scénario des Évadés de la planète des singes peut être également vu comme une réadaptation des Aventures de Tarzan à New York (1942),. Il reprend également des éléments classiques du cinéma avec l'antagoniste qui est incarné par un agent du gouvernement qui semble confondre les chimpanzés avec des espions russes. Les héros sont eux des intrépides scientifiques, qui comme souvent au cinéma, sont clairvoyants. Enfin, la fin du scénario, où les deux héros finissent transpercés de balles américaines, rappelle celle de King Kong (1933).
La scène de la naissance du fils de Cornélius et Zira au cirque d'Armando rappelle la crèche de Noël. Les chimpanzés devenant ainsi une sorte de « Sainte Famille » simienne,. Une autre référence à la religion chrétienne est faite dans le film. Le Président des États-Unis compare l'idée d'Hasslein d'éradiquer les singes au désir du roi Hérode de tuer Jésus de Nazareth lors de l'épisode du massacre des Innocents. Il dit notamment « Hérode a essayé et le Christ est toujours vivant ». L'abandon volontaire du petit Milo dans le cirque pour sa protection rappelle le destin de Moïse. Abandonné pour sa survie, il devient ensuite le libérateur du peuple juif.

### Romance et science-fiction
Le scénariste Paul Dehn et le réalisateur Don Taylor livrent avant tout une histoire d'amour,,. Et comme selon Taylor « une histoire d'amour se termine toujours mal », ils ont décidé de mettre une scène particulièrement dramatique avec la mort des deux amoureux Cornélius et Zira. Il s'agit cependant d'une des rares comédies romantiques où son couple d'amoureux et leur bébé sont abattus de sang-froid. L'aspect comédie est lui très présent notamment au travers de la scène où les psychologues animaliers testent l'intelligence de Zira, la scène du tribunal, la séquence d'achat de vêtements ou la scène de la réception dans l'hôtel,,.
Les Évadés de la planète des singes, comme les deux précédents opus de la saga, utilise les voyages dans le temps comme astuces scénaristiques. Même si cette fois, l'astuce peut paraître incohérente pour les spectateurs : comment les chimpanzés ont-ils eu le temps et les moyens de récupérer le vaisseau au fond du lac, de le remettre en service et d'anticiper la destruction de la planète,,? Comment la navette spatiale à la faculté de retourner dans le passé? Le philosophe Ralph Shain explique dans son article Escape from the Paradox of the Apes les trois principales visions philosophiques du temps. La première est le présentisme, qui veut que seul ce qui se passe maintenant soit la réalité. La seconde est l'actualisme qui indique que seul le présent et le passé sont réels. La troisième est l’éternalisme qui présente le passé, le présent et le futur comme étant la réalité. L’explication du mécanisme du temps présentée par le personnage Otto Hasslein lors d’une émission télévisée, décrit selon Shain plutôt des univers parallèle. Dans ceux-ci, le déplacement d’un univers à un autre n’est pas considéré comme étant un voyage dans le temps. Les univers parallèles permettent donc de mieux expliquer la différence de ton entre Les Évadés de la planète des singes, une comédie, et le premier film de la saga, un drame. L'explication d'Hasslein sur la notion de la « régression infinie » censée justifier le voyage dans le passé reste cependant très confuse,.
Le film met également en place une forme particulière de voyage dans le temps : la boucle temporelle. Il met en évidence la forme cyclique du récit présent dans la saga La Planète des singes. Dans ce film, Cornelius et Zira deviennent les premiers ancêtres de la civilisation simiesque et deviennent, par cette boucle, également leurs propres ancêtres. De plus, tous ce qui est évoqué par Cornélius à propos de la chute de l'humanité reprend les éléments des deux premiers films de la saga. Ce que Cornélius explique à propos de l'émergence de la civilisation simiesque, donne également un aperçu des scénarios des deux films suivants. Le docteur Hasslein pense pouvoir casser la boucle temporelle en empêchant le futur de se réaliser. L’idée de changer de manière proactive l’avenir est présente dans le film à travers ce personnage visionnaire qui fustige l'inaction des dirigeants et de la population face aux menaces de la pollution et de la surpopulation.
La scène finale du film est une nouvelle fois très noire,,. Après la chute de la civilisation humaine dans La Planète des singes et la destruction de la planète dans Le Secret de la planète des singes, c'est l'éradication d'une espèce qui conclut ce film. Il s'inscrit donc pleinement dans la veine des films d'anticipation très pessimistes de l'époque, comme Le Survivant (1971) ou Soleil vert (1973).

### Racisme, spécisme et pacifisme
Les Évadés de la planète des singes traite du racisme bien que Talor affirme ne pas avoir voulu insister sur l'aspect drame social. En effet, bien que l'attitude d'Hasslein soit détestable, sa logique est implacable : il exécute de sang-froid Zira et son enfant car il a la certitude que le sympathique couple de singes entraînera la chute de la civilisation humaine. C'est du simple calcul politique. L'acteur Eric Braeden, l'interprète d'Hasslein, compare d'ailleurs son personnage à l'homme politique controversé et promoteur de la Realpolitik Henry Kissinger. Hasslein se défend d'ailleurs devant Cornélius et Zira en affirmant « qu'il n'y a ici aucune discrimination de race ». Pourtant quand l'un des agents de la CIA interroge Cornélius et emploie le terme « singe », le chimpanzé y voit une forme d'insulte raciste,.
En 1998, Eric Greene, auteur d'un livre sur la saga et ses produits dérivés, écrit que Les Évadés de la planète des singes est un tournant dans la franchise, il délaisse ainsi le thème de la guerre froide et holocauste nucléaire pour centrer son récit ses la thématique du racisme. Il se fait ainsi l'écho des conflits raciaux qui secouent alors les États-Unis. Les chimpanzés endossent ici symboliquement le rôle des Afro-Américains dans leur combat contre les blancs. Les singes, qui étaient dans les premiers films majoritairement des antagonistes, deviennent dans Les Évadés de la planète des singes les héros qui se font maltraiter par des humains, principalement blancs. Quand Cornélius parle des singes préparant leur libération, il décrit en réalité ce que font les Afro-Américains de l’époque du film : ils s'engagent dans l’action syndicaliste et militante pour résister face à l’injustice. La stratégie des humains du film — détruire ceux qui sont à l'origine du problème plutôt que de détruire le problème — ressemble aux tentatives du gouvernement américain de l'époque d'empêcher les actions menées par les dissidents afro-américains plutôt que d'éliminer les injustices qui les ont poussées à commettre ces actions.

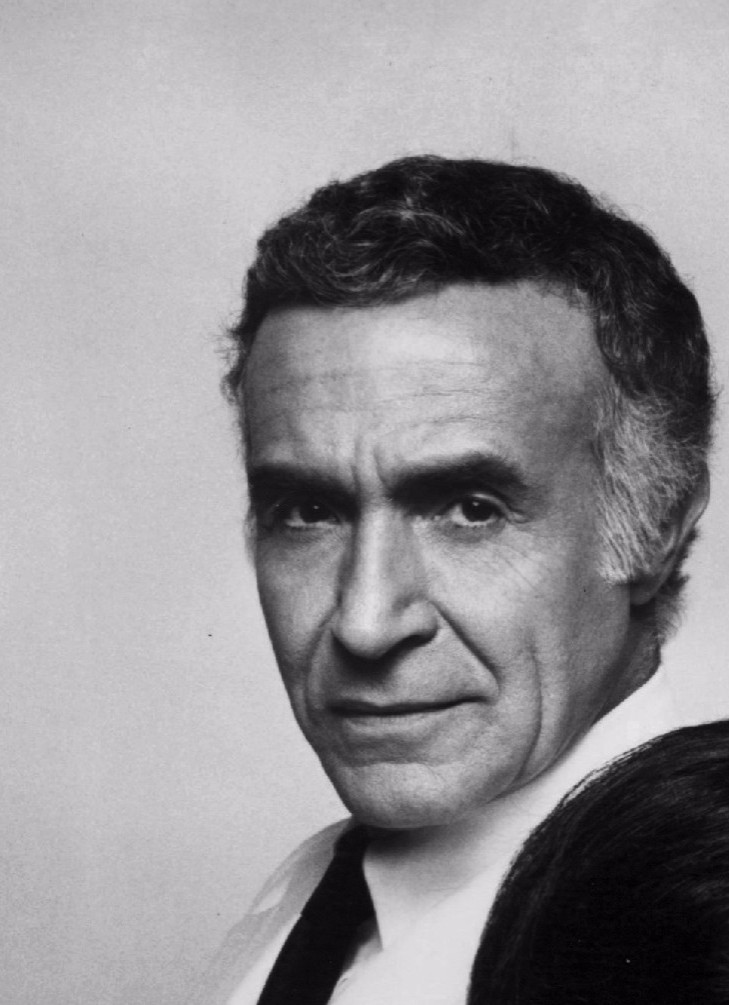
Ricardo Montalbán en 1977.

Selon l'acteur Ricardo Montalbán, le film montre « la cruauté de l'homme envers l'homme et les préjugés, que l'homme n'a pas vaincus ». Ce thème questionne le spectateur en lui demandant : « Allons-nous un jour vaincre ces préjugés ? ». L'homme est-il condamné à l'autodestruction?
La conversation qu’ont le président des États-Unis et son conseiller Hasslein sur le sort du couple de chimpanzés aborde la conception de spécisme. Hasslein est typiquement spéciste, il considère l’espèce humaine comme supérieure à toutes les autres,. Il pense que son devoir est d’assurer la domination de son espèce par tous les moyens possibles. C'est de la solidarité de groupe. Le président est plutôt antispéciste car il répond au docteur, que si les descendants de Zira et Cornélius se révèlent meilleurs que les humains, il est normal qu’ils dominent le monde.
Zira et Cornélius sont décrits comme des dissidents dans les deux premiers films de la saga. Ils se révèlent dans ce film comme étant également progressistes et pacifistes. Zira est ouvertement féministe et Cornélius critique le penchant des hommes à s'entre-tuer,. Les chimpanzés ne souhaitent pas seulement s'émanciper des hommes mais aussi de leurs valeurs. Dans sa critique du film, l'écrivaine Penelope Gilliatt compare même Zira au philosophe pacifiste Bertrand Russell. Un an plus tard, lors d'une entrevue accordée au magazine Time, le scénariste Paul Dehn fait le même rapprochement. Le film est en fait un écho aux tentatives d'alors de maintenir l'ordre établi par la neutralisation de toute contestation. Les Évadés de la planète des singes sort d'ailleurs un an après la fusillade de l'université d'État de Kent contre des étudiants pacifistes.

## Exploitation

### Éditions en vidéo
Le film sort aux États-Unis d'abord en bobine Super 8 dans les années 1970, puis en VHS seule ou en coffret intégral avec les autres films de la série dans les années 1980. Il sort ensuite en LaserDisc au début des années 1990 et en DVD en 2000.
Le film est compris dans plusieurs intégrales, notamment en octobre 2001 dans le coffret avec les quatre films de 1968 à 1973, en avril 2006 dans un coffret Tête de singe avec les films de 1968 à 2001 et la série télévisée de 1974, en octobre 2010 dans le coffret avec les quatre films de 1968 à 1973, en août 2011 dans le coffret avec les quatre films de 1968 à 1973, en décembre 2011 dans un coffret de sept films avec les cinq films de 1968 à 2001 et La Planète des Singes : Les Origines, en novembre 2014 dans un coffret Tête de César avec les sept autres films et en octobre 2016 dans le coffret L'héritage avec les quatre films de 1968 à 1973.

### Promotion et produits dérivés

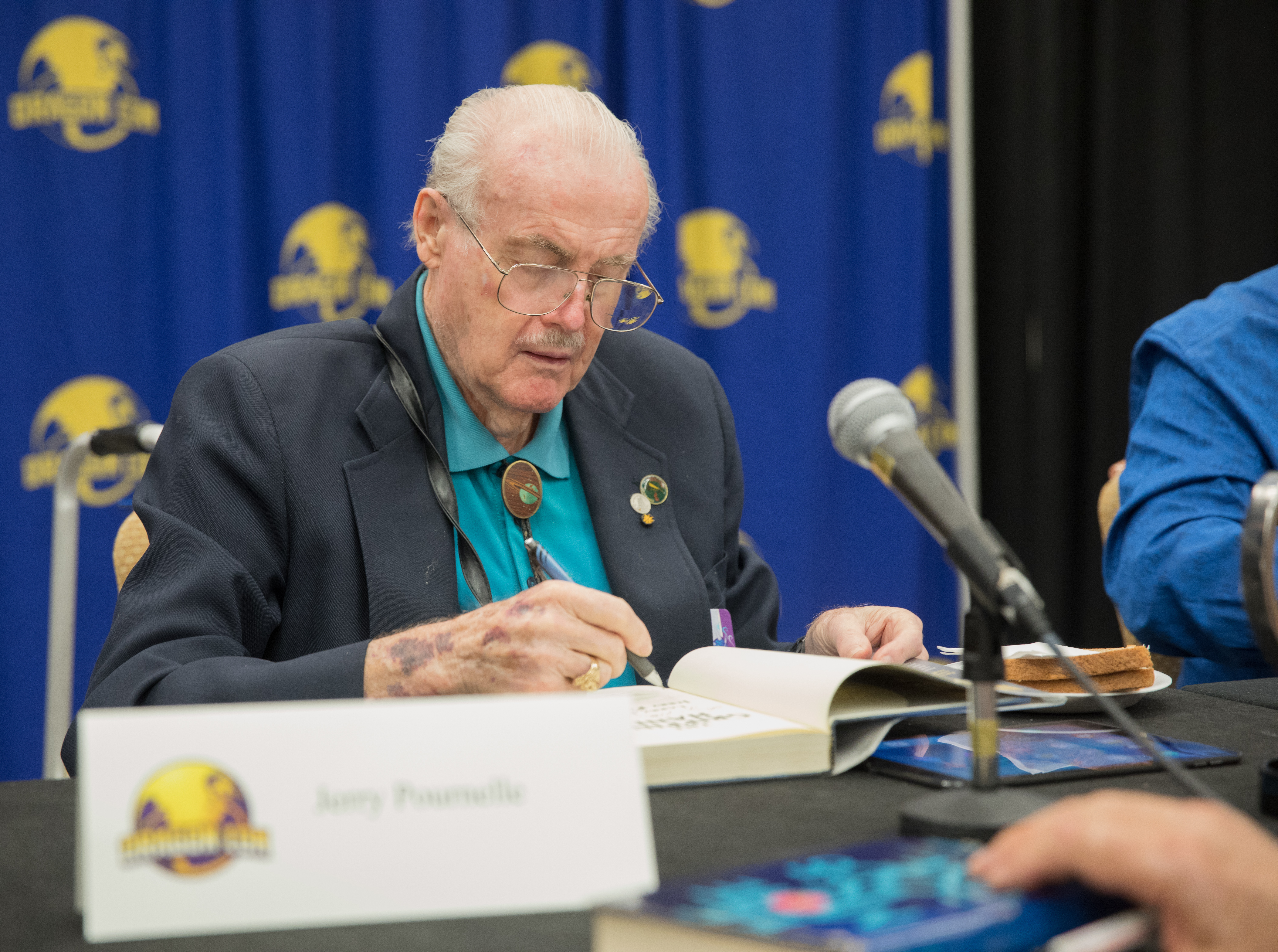
L'auteur Jerry Pournelle signe la novélisation du film.

Dès le premier film, Zira et Cornélius s'imposent comme un grand couple romantique du cinéma. Zira prend la parole avant Cornélius la plus grande partie du temps. Cela fait d'elle un personnage féministe et moderne. Les producteurs en profitent pour faire inviter leurs interprètes avec ou sans maquillage dans de nombreuses émissions américaines où ils font impression.
Dès l'hiver 1968, pour faire suite à la sortie du premier film, des poupées, des jeux de cartes, des masques et des figurines de singes sont commercialisés. En 1971, pour accompagner la sortie du troisième film, les producteurs sortent en librairie l'adaptation en roman du film par Jerry Pournelle. Quelques années plus tard, de septembre 1975 à janvier 1976, Marvel Comics adapte Les Évadés de la planète des singes en bande dessinée dans les numéros 12 à 16 de son magazine Planet of the Apes. L'adaptation est réalisée par Doug Moench au scénario et Rico Rival au dessin. En juin 1975 dans le même magazine, Moench scénarise l'histoire Le Royaume de l'île aux singes. Le héros de celle-ci, Derek Zane invente une machine à explorer le temps d'après « les remarquables théories du docteur Otto Hasslein sur le temps, les matrices dimensionnelles et la régression à l'infini ». Il crée cette machine pour retrouver Taylor et les astronautes disparus du premier film de la saga qu'il pense perdus aux alentours de l'an 3975. Il arrive cependant trois ans après l'apparition de l'équipage de Taylor en 3978 et ne les rencontre finalement jamais.
En 2016, l'éditeur de bande dessinée Dark Horse Comics sort Tarzan on the Planet of the Apes, un album qui mélange les univers du héros Tarzan et de celui de La Planète des singes. Les scénaristes Tim Seeley et David F. Walker créent une histoire alternative à celle des Évadés de la planète des singes. Ils proposent tout simplement une autre date pour le retour du vaisseau spatial de Zira et Cornélius. Au lieu de revenir en 1973 en Californie, ils atterrissent en 1901 en Afrique de l'Est. Ils y trouvent Tarzan, alors jeune bébé abandonné dans la jungle et l'élèvent avec leur fils Milo.

## Postérité
Plus que le final dramatique, c'est l'ouverture du film qui est restée dans les mémoires. Notamment les trois chimpanzés en tenue d'astronautes. Ils sont ainsi repris dans deux gammes chez Medicom Toy en 2000, en figurines articulées et dans la collection « Kubrick » qui présente des petites figurines qui ressemblent aux personnages Lego. Cet évènement est également important dans l'univers de la planète des singes. Ainsi, dans la série de bandes dessinées La Planète des singes de Daryl Gregory et Carlos Magno, les singes de l'année 2680 considèrent l'évènement comme un élément important de leur histoire sacrée. Ils présentent Zira en tenue d'astronaute comme « la Sainte Mère, le jour de l'atterrissage ».